# Красное небо (фильм, 2023)
«Красное небо» (нем. Roter Himmel) — художественный фильм немецкого режиссёра Кристиана Петцольда, главные роли в котором сыграли Томас Шуберт, Паула Бер, Лангстон Уйбель. Премьера картины состоялась 22 февраля 2023 года на 73-м Берлинском кинофестивале, где фильм получил второй по значимости приз фестиваля — Гран-при.
«Красное небо» стало второй частью трилогии Петцольда, рассказывающей о духах стихий. В первой части, «Ундина», речь шла о воде, во второй — об огне.

## Сюжет
Действие фильма происходит жарким летом в доме отдыха на берегу Балтийского моря. Вокруг пылают лесные пожары. Четверо молодых людей, оказавшихся в ловушке, постепенно начинают сближаться.

## В ролях
- Томас Шуберт — Леон
- Паула Бер — Надя
- Лангстон Уйбель — Феликс
- Энно Требс — Девид
- Маттиас Брандт — Гельмут, редактор Леона
- Йеннифер Антони — госпожа Роланд, кассир
- Эстер Эш — госпожа Кёниг, менеджер отеля

## Награды и номинации
- 2023 — Гран-при жюри Берлинского кинофестиваля.
- 2023 — приз критиков за лучший международный фильм на кинофестивале в Сан-Паулу.
- 2023 — специальное упоминание жюри Одесского кинофестиваля.
- 2023 — участие в программе кинофестивалей в Сан-Себастьяне и Сиднее.
- 2023 — номинация на премию Европейской киноакадемии лучшему европейскому актёру (Томас Шуберт).
- 2024 — две премии Немецкого ассоциации кинокритиков за лучший фильм и лучший сценарий (обе — Кристиан Петцольд), а также три номинации: лучший актёр (Томас Шуберт), лучшая операторская работа (Ханс Фромм), лучший монтаж (Беттина Бёлер).